# Cazaux-d'Anglès
Cazaux-d'Anglès är en kommun i departementet Gers i regionen Occitanien i sydvästra Frankrike. Kommunen ligger i kantonen Vic-Fezensac som tillhör arrondissementet Auch. År 2022 hade Cazaux-d'Anglès 112 invånare.

## Befolkningsutveckling
Antalet invånare i kommunen Cazaux-d'Anglès
Referens:INSEE